# Mastixis bisignalis
Mastixis bisignalis là một loài bướm đêm trong họ Noctuidae.